# Wendelin Hueber
Wendelin Hueber o Huber (1615 – Vienna, 10 aprile 1679) è stato un compositore e organista austriaco.

## Biografia
Sono note poche informazioni sulla sua vita. Nel 1643 era organista a Vienna al convento agostiniano di Santa Dorotea, dal 1650 al 1668 fu organista del Duomo di Vienna. È noto che nel 1651 insieme a Wolfgang Ebner diede un concerto a Eisenstadt per László Esterházy. Fu anche maestro del coro della Confraternita della Buona Morte di Vienna.

## Opere
Compose Messe, Requiem, 3 Litaniae, VII Sonate a 6, il mottetto Stephanus Plenus gratia, e Canzoni sacre.
Fu autore anche di 6 sonate per 2 violini, 2 viole e basso continuo. 
Alcune sue opere furono tracopiate da Pavel Josef Vejvanovský in un suo viaggio a Vienna del 1665.